# یاشنگ (استان ماسوویان)
یاشنگ (به لاتین: Jasień) یک روستا در لهستان است که در گمینا رپکی واقع شده‌است.